# Base aerea di Tiyas
La Base aerea di Tiyas (in arabo قاعدة طياس الجوية الملقب مطار التيفور‎?), conosciuta anche come Base aerea T-4, è la più grande base aerea militare siriana e si trova nel Governatorato di Homs, a 4 km a sud-ovest del villaggio di Tiyas, tra le città di Homs e Palmira. 

## Storia
Durante gli anni '70 e '80, all'Unione Sovietica fu concesso l'accesso alla base aerea di Tiyas per lo spiegamento periodico di aerei navali.

### Guerra civile siriana
La base aerea venne utilizzata dall'aeronautica araba siriana e dalla forza Quds iraniana per operazioni militari contro l'ISIL e le forze di opposizione durante la guerra civile siriana.
Il 3 novembre 2015, un rappresentante del Pentagono dichiarò che, secondo i loro dati, cinque elicotteri Mi-24 delle forze aerospaziali russe sarebbero stati trasferiti alla base aerea di Tiyas (T-4).
Nel dicembre 2016, lo Stato islamico dell’Iraq e del Levante (ISIL) attaccò la base aerea un giorno dopo aver invaso le posizioni delle forze filogovernative nella vicina Palmira. L'ISIS affermò di aver distrutto quattro aerei militari siriani durante il loro attacco alla base aerea.

### Attacchi aerei israeliani
Secondo l’Osservatorio Siriano per i Diritti Umani (SOHR), il 10 febbraio 2018 l’aeronautica israeliana lanciò un attacco alla base aerea, distruggendo la principale torre di osservazione.
La base venne nuovamente colpita il 9 aprile 2018 da più missili; non fu immediatamente chiaro chi ci fosse dietro l'attacco, tuttavia i funzionari statunitensi negarono di aver lanciato qualsiasi attacco aereo contro la Siria. Venne in seguito riferito che l’attacco alla base distrusse un hangar utilizzato per i droni e un sistema missilistico antiaereo Tor fornito dall’Iran, prima che potesse essere installato e diventare pienamente operativo.
La base aerea venne utilizzata dalle milizie sciite appoggiate dall’Iran per lanciare attacchi con droni contro le basi statunitensi nel nord della Siria durante l’estate del 2021.
Gli aerei da guerra israeliani attaccarono nuovamente la base aerea l'8 ottobre 2021 intorno alle 21:30. Secondo i media siriani, sei soldati siriani rimasero feriti. Israele rispose sostenendo che la base aerea è ancora utilizzata dalle forze iraniane.

## Unità presenti nella base
Nella base si trovano le seguenti unità dell'aeronautica siriana:
- 1º Squadrone, equipaggiato con i MiG-25PD/PU/RB;
- 5º Squadrone, equipaggiato con i MiG-25PD/PU/RB;
- 819º Squadrone, equipaggiato con i Su-24MK;
- 827º Squadrone, equipaggiato con i Su-22M-4.